# SN 2005ku
SN 2005ku – supernowa typu Ia odkryta 10 listopada 2005 roku w galaktyce A225942-0000. W momencie odkrycia miała maksymalną jasność 20,70m.